# Icelus gilberti
Icelus gilberti är en fiskart som beskrevs av Taranetz, 1936. Icelus gilberti ingår i släktet Icelus och familjen simpor. Inga underarter finns listade i Catalogue of Life.